# José Jara y García
José Jara y García (Alcantarilla, 18 de febrero de 1788-Madrid, 27 de abril de 1857) fue un militar español.

## Biografía
Nació en el seno de un hogar noble, acomodado y profundamente religioso.
Durante la guerra de la Independencia luchó contra los franceses y fomentó la guerra en su región; impulsó la creación de los escuadrones de Voluntarios de la Fuensanta, en los que ingresó como soldado el 3 de julio de 1808, y formó en la coalición que organizó Joaquín González Manrique a fin de arrancar del cautiverio de Valençay a Fernando VII mediante un audaz golpe de mano.
Al morir Fernando VII en 1833, proclamó a Carlos V y preparó un levantamiento a su favor en Toledo, en la Mancha y Extremadura.
Nombrado Coronel de Caballería el 1 de enero de 1835, sirvió a las órdenes de Isidoro Mir. Muerto éste, ascendió a Brigadier y se le confirió la Comandancia general de la Mancha el día 30 de agosto. Organizó y disciplinó sus fuerzas y al frente de ellas tomó parte en 48 acciones hasta marzo de 1838, en una de las cuales —la de Bodonal— pereció su hijo Francisco, y en otra —la del puerto de Plasencia— infligió tan completa derrota al enemigo que armó dos batallones con los fusiles que logró cogerle. Gracias a estos hechos de armas y los favorables resultados de sus operaciones, obtuvo la faja de Mariscal de Campo y la Gran Cruz de San Fernando el 13 de octubre y el 11 de diciembre de 1837, respectivamente.
En 1838 luchó con igual denuedo en Piedrabuena y en Yébenes; pero unido por orden de Don Carlos a la expedición del General Basilio Antonio García, cayó prisionero en Béjar el 3 de mayo de aquel año. Conducido a Badajoz, fue preso en Cádiz y en Sevilla, hasta que, terminada ya la primera guerra carlista, se le puso en libertad el 22 de enero de 1841.
Tras marchar a Francia y permanecer allí emigrado, volvió a España en 1845, fijando su residencia en Madrid, donde falleció doce años después.